# Hornøya
Hornøya (svenska Hornön) är en liten ö i nordöstra Norge. Ön är Norges huvudlands östligaste plats och en av Norges ytterpunkter

## Geografi
Hornøya ligger strax utanför ön Vardøya i Barents hav cirka 2 kilometer nordöst om orten Vardø och cirka 15 km nordöst om Kibergsneset (halvön Kibergsneset är fastlands Norges östligaste punkt).
Den obebodda ön är cirka 900 meter lång och 650 meter bred med en areal på cirka 0,4 km2. Ön är ett naturreservat på grund av sina stora sjöfågelkolonier. Den högsta höjden är på cirka 67 m ö.h. och ligger på öns norra del. På höjden finns även den cirka 20 m höga fyren Vardø fyr.
Förvaltningsmässigt ingår udden i Vardø kommun  i Finnmark fylke.

## Historia
Den 15 september 1896 startades den första fyren på Vardø. Fyren automatiserades 1987 men var bemannad fram till 1991 då den avbemannades.
På ön finns flera ruiner efter tyska försvarsbyggnader från andra världskriget.
Den 28 januari 1983 inrättades Hornøya og Reinøya naturreservat, området omfattar även ön Reinøya och täcker cirka 1 967 dekar.